# Alchemilla platystigma
Alchemilla platystigma é uma espécie de rosácea do gênero Alchemilla, pertencente à família Rosaceae.